# Dziegciarnia
Dziegciarnia is een plaats in het Poolse district  Pilski, woiwodschap Groot-Polen. De plaats maakt deel uit van de gemeente Łobżenica en telt 137 inwoners.